# Hugo Bantau

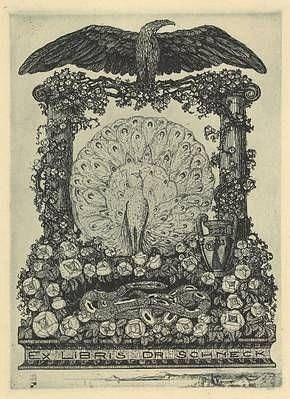
Exlibris für Dr. Schneck (1919)

Hugo Bantau (* 9. Januar 1890 in Breslau, Niederschlesien; † wohl 1945) war ein deutscher Porträt- und Landschaftsmaler, Grafiker und Radierer.
Bantau studierte in seiner Heimatstadt Breslau an der Königlichen Kunst- und Kunstgewerbeschule bei Carl Ernst Morgenstern und Arnold Busch. Er blieb auch später in Breslau ansässig und tätig, sein Werk umfasst überwiegend Porträts und Landschaften, außerdem entwarf er Exlibris.